# Calyptra
Calyptra é um gênero de traça pertencente à família Arctiidae.